# Archives Arolsen
Pour les articles homonymes, voir SIR.
Les Archives Arolsen, nommées jusqu’en 2019 Service International de Recherches (anglais International Tracing Service - ITS) sont un centre de documentation, d’information et de recherche sur la persécution national-socialiste, le travail forcé et la Shoah, siégeant dans la ville hessoise de Bad Arolsen en Allemagne. Les tâches principales du service de recherches sont l’éclaircissement du destin d’anciens persécutés du régime nazi, la recherche de parents proches, la délivrance d’informations aux survivants et aux familles des victimes du nazisme, la recherche, le travail pédagogique et le souvenir ainsi que la conservation, la préservation et la description archivistique de documents.
L’ITS sauvegarde la mémoire des victimes des crimes nazis et contribue à la culture du souvenir. Depuis 2013, les documents originaux conservés dans ses archives font partie du patrimoine documentaire mondial de l’UNESCO « Mémoire du monde ».

## Activités
Plus de 70 ans après la fin de la Seconde Guerre mondiale, l’ITS reçoit encore plus de 1 000 demandes par mois en provenance des quatre coins du monde. Aujourd’hui, elles émanent principalement de personnes appartenant aux  jeunes générations et en quête d’informations sur le sort de leurs proches. Dans ses réponses, l’ITS fournit non seulement des renseignements concrets sur le parcours de persécution des personnes concernées et des copies des documents pertinents, mais aussi des explications sur le contexte historique. Les demandes peuvent être soumises à l’ITS par le biais du formulaire en ligne se trouvant sur son site Internet. L’intérêt est particulièrement important en Allemagne, en Europe de l'Est et aux États-Unis. Dans près de 50 pour cent des cas, l’ITS a été en mesure de fournir des renseignements sur la base de ses fonds d’archives.
Le service de recherches de l’ITS existe toujours. Aujourd’hui encore, il parvient à réunir des familles dans environ 30 cas par an. Il s’agit de personnes qui, en raison de la déportation, du travail forcé durant la période national-socialiste, voire d’émigration, n’avaient jamais pu connaître leurs proches (des demi-frères ou demi-sœurs par exemple). Dans ce cadre, l’ITS travaille en étroite collaboration avec le réseau des services de recherche des sociétés nationales de la Croix-Rouge et du Croissant-Rouge. Parmi les destins individuels les plus spectaculaires, on citera l’exemple des retrouvailles, en 2008, de deux cousines qui avaient été séparées pendant 65 ans en raison de la Seconde Guerre mondiale et de la guerre froide. Durant la phase d’indemnisation d’anciens travailleurs forcés d’Europe de l’Est dans le cadre du fonds de la Fondation «Mémoire, Responsabilité et Avenir » entre 2000 et 2007, quelque 950 000 requêtes parvinrent au service de recherches. Cette avalanche provoqua un retard gigantesque dans le traitement des demandes, et porta fortement préjudice à la réputation de l’ITS. En particulier les demandes n’ayant pas un rapport direct avec le fonds avaient été mises de côté. En 2008, il fut possible de résorber entièrement ce retard.
Le fonds global des archives s’étend sur près de 26 kilomètres linéaires de documents (feuilles alignées de chant), et comprend environ 30 millions de documents. Ces documents donnent des indications sur l’ampleur des persécutions de la dictature nazie, sur l’exploitation éhontée des travailleurs forcés et sur les conséquences de la Seconde Guerre mondiale pour des millions de réfugiés. Les fonds d’archives se divisent essentiellement en trois grands domaines : détention, travail forcé et personnes déplacées. Parmi les documents se trouvent des dossiers de plusieurs camps de concentration, prisons et ghettos, des livrets de travail, dossiers médicaux, documents d’assurance, fiches d’enregistrement de services administratifs, de caisses de maladie et d’employeurs, etc. ainsi que des dossiers du Lebensborn, de l’Organisation Todt, de la Gestapo et de la SS. Mais les archives renferment également des documents individuels d’une valeur historique considérable, telles les listes des travailleurs forcés juifs qui, grâce à l’industriel Oskar Schindler, purent échapper à la mort. On y trouve aussi des documents concernant entre autres Anne Frank, Simon Wiesenthal et Konrad Adenauer.
Pour compléter les fonds documentaires, les collaborateurs du Service International de Recherches ont travaillé, durant des décennies, en collaboration avec des services d’archives en Allemagne et à l’étranger. Ils ont compulsé les fonds de ces services à la recherche d’informations pouvant présenter un intérêt pour l’ITS et, le cas échéant, ont copié ou acquis les documents sélectionnés.

### Tâches
L’activité principale du Service International de Recherches au moment de sa création était la recherche de personnes non allemandes déportées ou ayant disparu pour d’autres raisons pendant la Seconde Guerre mondiale. L’aide à la réunification des familles faisait également partie de cette tâche. Actuellement, le travail de l’ITS consiste essentiellement à rassembler, classer, conserver et exploiter les documents relatifs au parcours et au destin des groupes de personnes suivants :
- les détenus des camps de concentration ainsi que d’autres lieux de détention sur le territoire du Reich et les territoires occupés par l’Allemagne entre 1933 et 1945
- les Juifs déportés pendant la période national-socialiste
- les non-Allemands qui, de 1939 à 1945, se trouvaient sur le territoire du Reich
- les personnes déplacées (displaced persons, DP) ayant été prises en charge par des organisations internationales d’assistance, telles l’UNRRA et l’IRO, essentiellement sur le territoire de la République fédérale d'Allemagne, en Autriche, en Suisse, en Italie et en Grande-Bretagne
- les proches des groupes précités, ayant moins de 18 ans à la fin de la guerre et déplacés, voire séparés de leurs parents.

### Demandes et renseignements
Les renseignements concernant la persécution de ces individus sont transmises aux personnes concernées mêmes, à leur famille ou à des tiers disposant d’une procuration. Lorsque l’ITS acquiert ultérieurement de nouvelles informations sur une personne, il les communique au requérant sans que celui-ci n’ait besoin d’en faire la demande. Lorsque les recherches effectuées révèlent la mort d’un individu, il est possible de faire dresser un acte de décès par le bureau d'état civil spécial de Bad Arolsen. Grâce aux attestations délivrées par le Service International de Recherches, confirmant le travail forcé, la persécution, les périodes de détention ainsi que des blessures ou des maladies, les victimes ou leurs proches peuvent faire valoir leurs droits dans leurs pays respectifs, notamment en vue de l’octroi de retraites ou d’indemnisations.

### Recherche
L'archive est aussi ouvert pour la recherche scientifique. L’ITS promeut la recherche, organise des ateliers de travail et des conférences et met en évidence ses potentiels de recherche par le biais de projets, telles des expositions itinérantes et des publications. Une équipe de collaborateurs et de collaboratrices de l’ITS répond aux demandes d’ordre scientifique et encadre les chercheurs sur place. Les demandes de recherche peuvent être soumises à l’ITS par le biais du formulaire en ligne se trouvant sur son site Internet. L’une des nouvelles priorités dans le domaine de la recherche est l’exploitation de données issues des archives numérisées de l’ITS en coopération avec des institutions partenaires. Le but est de visualiser des événements historiques ou des structures au moyen de représentations numériques.

## Fonds d'archives

### Documents
Les fonds d’archives du Service International de Recherches constituent, avec environ 30 millions de documents, l’une des plus grandes collections du monde de documents relatifs à des victimes civiles du régime national-socialiste. Le fichier central de noms renferme des informations pour près de 17,5 millions d’individus. La numérisation de l’ensemble des documents historiques est pratiquement clôturée. Sur les environ trois millions de dossiers de correspondance échangée entre l’ITS et les victimes du nazisme, leurs familles et les administrations, quelque 600 000 ont été numérisés jusqu’à présent.

### Effets personnels
Les effets personnels sont les objets confisqués aux détenus lors de leur arrivée en camp de concentration. L’ITS conserve dans ses archives les effets de quelque 3 200 anciens détenus. Il connaît le nom d’environ 2 700 d’entre eux. Les objets n’ont en général pas de valeur matérielle, mais une valeur sentimentale inestimable pour les familles. Ils représentent souvent les derniers souvenirs qui leur restent d’un être cher. Parmi les effets se trouvent des portefeuilles, des papiers d’identité, des photos, des lettres, des documents ainsi que quelques bijoux fantaisie, des étuis à cigarettes, des alliances, des montres ou des porte-plume ayant appartenu à des anciens détenus concentrationnaires. La majeure partie de ces objets provient des camps de concentration de Neuengamme (2 400) et de Dachau (330). Quelques-uns ont également appartenu à des détenus de la Gestapo de Hambourg, des camps de concentration de Natzweiler et de Bergen-Belsen ainsi que des camps de transit d’Amersfoort et de Compiègne.
L’ITS s’est fixé pour objectif de restituer les effets personnels à leurs propriétaires ou aux familles des anciens persécutés. Il y parvient chaque année dans quelques cas. Le nombre des restitutions a augmenté depuis 2015, date à laquelle les effets ont été publiés avec leurs photos dans les archives en ligne de l’ITS. Les personnes intéressées dans le monde entier ont désormais la possibilité d’y effectuer des recherches. Sur son site Internet, l’ITS fournit des informations détaillées sur les effets personnels qui sont encore en sa possession,.

### Archives ouvertes
Après les préparations techniques nécessaires, les archives furent ouvertes pour la recherche historique en novembre 2007. Cette ouverture, ainsi qu’un meilleur accès aux données grâce à des copies des fonds documentaires, étaient réclamés déjà depuis de nombreuses années, notamment par des associations de victimes ou de survivants de l’Holocauste, par des hommes politiques américains et israéliens ainsi que par des historiens tel Paul Shapiro, le directeur du United States Holocaust Memorial Museum. Les retards engendrés par les négociations concernant le protocole d’amendement et la procédure de ratification furent l’objet de nouvelles critiques de la part de ces mêmes personnes et institutions. Le Service International de Recherches, pour sa part, a attiré l’attention sur le fait que sa liberté d’action était limitée non seulement par les accords existants, mais aussi par la législation allemande en matière de protection des données personnelles. En raison toutefois du caractère international des organes responsables de l’ITS, la question de savoir en quelle mesure ses fonds documentaires étaient réellement soumis à la juridiction allemande restait controversée parmi les différents groupes d’intérêts.

### Répertoires en ligne
Une autre activité importante de l’ITS est la numérisation, respectivement l’indexation et la sauvegarde sous forme électronique des documents d’archives, ceci afin de préserver les documents d’une grande valeur historique pour les générations futures. Ce travail a commencé après la clôture de la numérisation du fichier central de noms en 1999. À présent, quasiment tous les documents originaux peuvent être consultés et faire l’objet de recherches par voie électronique. Les quelque trois millions de dossiers de correspondance échangée entre l’ITS, les victimes ou leurs familles, et les administrations, sont en cours de numérisation. Toutefois, selon une décision prise par la Commission Internationale, seuls les États membres peuvent obtenir une copie numérisée complète des documents conservés à l’ITS. D’autre part, des mesures de restauration et de conservation visant à préserver du mieux que possible l’état de conservation des documents d’archives, sont entreprises pour empêcher une perte d’informations sur les documents concernés. Ces mesures comprennent essentiellement la désacidification du papier afin d’en éviter la décomposition, le prélèvement de feuilles plastifiées, la réparation de dommages mécaniques ainsi qu’un stockage approprié des documents.
Dans la perspective de l’ouverture des archives pour la recherche historique, l’ITS a mis en œuvre depuis décembre 2008 la description archivistique de ses documents. Jusqu’alors, c’était le fichier central de noms qui constituait la clé pour l’accès à ses documents. Les historiens, en revanche, recherchent aussi des lieux, des événements, des nationalités, des relations de cause à effet. L’objectif du récolement des documents est d’élaborer des répertoires numériques pouvant être utilisés en ligne, et s’orientant sur les standards professionnels d’usage. Actuellement, le Service International de Recherches a publié plusieurs répertoires numériques sur Internet. L’objectif de la description archivistique est d’ouvrir l’accès aux fonds documentaires et archivistiques de l’ITS. Compte tenu du volume de la documentation, ce projet demandera plusieurs années.

### Les archives en ligne de l’ITS
L’une des tâches de l’ITS est de rendre accessible la documentation conservée dans ses archives à un large public. En 2015, l’institution a commencé à publier progressivement des fonds choisis dans ses archives en ligne sous l’adresse digitalcollections.its-arolsen.org. L’état de l’analyse scientifique et du récolement archivistique sont des critères déterminants pour la publication sur le portail. Les documents doivent être intéressants non seulement pour les chercheurs, les personnes concernées, leurs descendants et les généalogistes, mais aussi par exemple dans le cadre de projets pédagogiques. En 2015, trois premières collections ont été publiées en ligne : les photos des effets personnels conservés dans les archives, des fonds partiels de dossiers du service de recherche des enfants ainsi que des documents sur les marches de la mort. Ces derniers peuvent être visualisés au moyen d’une carte géographique sur laquelle sont affichés tous les lieux pour lesquels des documents sont disponibles.

### Autres archives spécialisées
L’ITS n’est pas compétent en ce qui concerne les recherches relatives au destin de prisonniers de guerre. Ce travail relève de l’Agence centrale de recherches du Comité international de la Croix-Rouge, à Genève, remplaçant l’ancienne Agence Centrale des Prisonniers de guerre.
Les recherches de ressortissants allemands disparus, dans la mesure où il ne s’agit pas de victimes de la persécution nazie, sont réalisées par le service de recherches de la Croix-Rouge allemande (Deutsches Rotes Kreuz/DRK) et par d’autres institutions similaires comme le service der recherches ecclésiastique (Kirchlicher Suchdienst), Deutsche Dienststelle (WASt), Volksbund Deutsche Kriegsgräberfürsorge.

## Histoire

### L'institution
Lorsqu’en 1943, les Alliés voient l’issue de la Seconde Guerre Mondiale se rapprocher, des enquêtes plus approfondies sont entreprises sur la situation des détenus, des travailleurs forcés et des réfugiés en Europe centrale. Cette tâche incombe au SHAEF (Supreme Headquarters Allied Expeditionary Forces/ Quartier Général Suprême des Forces Alliées Expéditionnaires) qui reprend les travaux du Bureau central de recherches le 15 février 1944, dont la base d’opération évolue en fonction du déplacement de la ligne du front, d’abord à Londres, puis à Versailles, et enfin à Francfort sur le Main. Après la fin des hostilités, c’est la United Nations Relief and Rehabilitation Administration (Administration des Nations unies pour l’Organisation des Secours et de la Reconstruction/UNRRA) qui est chargée de diriger l’institution, suivie en juin 1947 de la International Refugee Organization (Organisation Internationale pour les Réfugiés/IRO ou OIR). Le siège est transféré, dès janvier 1946, dans la petite ville hessoise de Bad Arolsen, située au centre géographique des quatre zones d’occupation d’Allemagne et disposant d’une infrastructure peu endommagée par la guerre. Depuis janvier 1948, le service de recherches accomplit sa mission sous la dénomination officielle de « Service International de Recherches » ou « International Tracing Service » (ITS), toujours en vigueur aujourd’hui.
En avril 1951, la direction de l’ITS est d’abord reprise par la Haute Commission alliée pour l’Allemagne (Allied High Commission for Germany, HICOG). À la suite d'une demande officielle du Chancelier de l’époque, Konrad Adenauer, adressée à Paul Ruegger, alors Président du Comité international de la Croix-Rouge (CICR), le CICR s’est vu chargé, à partir de 1955, de la direction du Service International de Recherches. L’ITS est alors placé sous le contrôle d’une Commission Internationale composée de représentants de onze pays. Les bases juridiques établissant les compétences de ces organes ainsi que le mandat du service de recherches sont déterminées dans le cadre d’un accord conclu le 6 juin 1955 entre les représentants des pays concernés ainsi que d’une convention avec le CICR. La validité de ces accords, dits « Accords de Bonn », est fixée dans un premier temps à cinq ans. Renouvelée pour une nouvelle période de cinq ans, elle est ensuite prorogée pour une durée indéterminée le 5 mai 1965. En septembre 1990, la République fédérale d'Allemagne s’engage à garantir la poursuite des travaux du Service International de Recherches. Depuis janvier 2013, les Accords de Berlin ont remplacé les Accords de Bonn et constituent le cadre législatif de l’ITS. Les nouvelles activités dans le domaine des archives et de la recherche historique ne faisant plus partie des actions humanitaires typiques du CICR, celui-ci s’est retiré de la direction de l’ITS à la fin 2012. Les Archives fédérales allemandes constituent à présent le partenaire institutionnel de l’ITS.
L’activité principale de l’ITS s’est transformée au fil du temps. Sa tâche initiale résidant en la recherche de personnes disparues a fait place peu à peu à la documentation (rassemblement et exploitation de documents) et à la délivrance de renseignements. Les archives constituées au cours de ce travail présentant un grand intérêt aussi pour la recherche historique, un Protocole d’amendement des Accords de Bonn a été adopté le 16 mai 2006, permettant l’accès aux archives de l’ITS pour la recherche historique. Avant d’entrer en vigueur, celui-ci dut encore être ratifié par les onze Etats contractants des Accords de Bonn. Lors de sa séance annuelle en mai 2007, la Commission Internationale a convenu d’un règlement d’accès fondé sur ledit Protocole. Avec l’ouverture des archives à la recherche historique, les États membres ont également la possibilité de recevoir les copies des documents numérisés, s’ils en expriment le souhait. Chaque pays choisit lui-même l’organisation qui recevra les documents. Actuellement, sept États ont fait une telle demande. Les institutions ayant reçu les copies sont le United States Holocaust Memorial Museum à Washington pour les États-Unis, le Mémorial de l’Holocauste Yad Vashem pour Israël, l’Institut du Souvenir National à Varsovie pour la Pologne, le Centre de Documentation et de Recherche sur la Résistance pour le Luxembourg, les Archives générales du Royaume à Bruxelles, pour la Belgique, les Archives nationales à Pierrefitte, pour la France ainsi que la Wiener Library à Londres pour le Royaume-Uni.

## Fondements juridiques et organisation
Les bases juridiques pour le travail de l’ITS sont constituées par l’Accord relatif au Service International de Recherches, signé à Berlin le 9 décembre 2011. Ce texte peut être consulté sur le site Internet du ministère allemand des Affaires étrangères sous le lien www.diplo.de/vertraege. Cet Accord a remplacé les Accords de Bonn de 1955 ainsi que l’amendement de 2006, qui ont été en vigueur jusqu’au 31 décembre 2012 et qui, jusqu’à cette date, constituaient les bases juridiques de l’institution. Les Accords de Bonn comprenaient l’Accord instituant une Commission Internationale composée de représentants des gouvernements de la Belgique, de la France, de la République fédérale d’Allemagne, de la Grèce, d’Israël, de l’Italie, du Luxembourg, des Pays-Bas, du Royaume-Uni et des États-Unis, ainsi que l’Accord sur les relations entre la Commission Internationale pour le Service International de Recherches et le Comité international de la Croix-Rouge. En mars 2000, la Pologne faisait également son entrée dans la Commission Internationale, qui est depuis lors constituée de onze pays. Les autres accords et conventions importants sont les protocoles de prolongation et de modification des 23 août 1960 et 5 mai 1965, l’Accord relatif au statut juridique du Service International de Recherches à Arolsen du 15 juillet 1993, le règlement intérieur du service de recherches dans sa version de mai 2000 ainsi que le Protocole d’amendement des Accords de Bonn du 16 mai 2006, ayant permis l’ouverture des archives. Les rapports d’activités de l’institution, consultables en ligne à partir de l’année 2002,  fournissent des renseignements sur l’organisation et le travail de l’ITS.
Jusqu’à la fin 2012, la France a entretenu une mission de liaison (MFL) auprès de l’ITS, placée sous la tutelle de la Direction des Archives du Ministère des Affaires étrangères à Paris. La tâche principale de la MFL était d’aider les ressortissants français s’adressant à l’ITS. Leurs demandes étaient centralisées et enregistrées par la MFL, puis données en traitement à l’ITS ainsi qu’à d’autres services compétents, tel le CICR à Genève. Par ailleurs, le Service International de Recherches travaillait avec la Mission Française de Liaison dans le cas de requérants étrangers, lorsque les personnes faisant l’objet de la demande avaient séjourné sur le territoire français durant la Seconde Guerre mondiale.
L’ITS est financé sur le budget de la Déléguée du gouvernement fédéral à la culture et aux médias (BKM). Il est contrôlé par une Commission Internationale constituée de représentants de onze États membres, se réunissant deux fois par an. Il comprend les départements de l’administration, du traitement des demandes et de la recherche historique. En 2015, 270 personnes étaient employées au Service International de Recherches.
Depuis janvier 2016, Floriane Azoulay est directrice de l’ITS. Cette experte française en matière des droits de l’homme a été nommée en 2015 par la Commission Internationale, à la suite du départ de l’historienne américaine, Rebecca Boehling. Depuis 2012, la Directrice ou le Directeur est nommé(e) directement par la Commission Internationale et dirige l’ITS conformément à la politique de la Commission. Ce poste est occupé pour une période de cinq ans. Il est renouvelable une fois pour cinq années supplémentaires.

## Annotations
1. 1 2  « Archives du Service International de Recherches », sur www.unesco.org (consulté le 11 décembre 2024)
2. ↑  (en) « ITS records high inquiry numbers », sur www.its-arolsen.org, 24 janvier 2017 (consulté le 30 janvier 2017)
3. ↑  Demande historiographie et formation
4. 1 2 3  Elise Karlin, « Comment Marie-Hélène Sagasse, fille de résistant, a retrouvé le portefeuille de son père, plus de 80 ans après sa déportation », sur Le Monde, 27 mars 2025
5. ↑  « Une valeur sentimentale inestimable », https://www.its-arolsen.org,‎ 24 janvier 2017 (lire en ligne, consulté le 30 janvier 2017)
6. ↑  Laurent Guillet: Il s'appelait Joseph. Editions Laurent Guillet, Limerzel 2011.  (ISBN 978-2-918588-03-0). P. 327. (Stations d'un prisonnier de guerre français jusqu'à sa mort. Comment rechercher.).
7. ↑  Répertoires en ligne.
8. ↑  (de) Christian Groh und René Bienert, « Ergebnisse auf Knopfdruck? Das Digitale Archiv des ITS – Erfahrungen und Überlegungen. | Medaon », sur www.medaon.de (consulté le 30 janvier 2017)
9. ↑  Contact pour les Archives du CICR: Archives Agence/Prisonniers de Guerre.
10. ↑  (de) Suchanfragen beim Deutschen Roten Kreuz stellen. München: Verschollene, Vermisste Zweiter Weltkrieg. Hamburg: Aussiedler, Spätaussiedler.
11. ↑  Archives nationales France, « Copie numérique des archives du S.I.R », sur www.archives-nationales.culture.gouv.fr/ (consulté le 11 janvier 2017)
12. ↑  « Informations sur l’ITS », https://www.its-arolsen.org,‎ 9 août 2016 (lire en ligne, consulté le 30 janvier 2017)